# Kurt Mauel
Kurt Mauel (* 24. Juli 1926 in Köln; † 1. Mai 2006) war ein deutscher Maschinenbauingenieur und Technikhistoriker.

## Leben
Kurt Mauel war das älteste von sieben Kindern des Arztes Willy Mauel und seiner Frau Hedwig. Nach der katholischen Volksschule besuchte er ab 1936 das altsprachliche Gymnasium in Köln-Mülheim. Kriegsbedingt erhielt er nur ein vorläufiges Reifezeugnis. Nachdem er bereits in den Jahren 1943 und 1944 als Luftwaffenhelfer eingesetzt wurde, wurde er daran anschließend zur berittenen Artillerie eingezogen. Nach Entlassung aus der bis Ende 1945 andauernden britischen Kriegsgefangenschaft legte Mauel 1946 seine Reifeprüfung ab und absolvierte im Anschluss ein achtmonatiges Praktikum bei der Felten & Guilleaume Carlswerk AG in Köln. Dem Praktikum folgte ein Studium des Maschinenbaus an der Technischen Hochschule Braunschweig, das er ab 1949 an der Technischen Hochschule Aachen fortsetzte. Sein Diplom erlangte er 1951 in der Fachrichtung Fahrzeugtechnik und Verbrennungsmotoren.
Mauels Einstieg ins Berufsleben erfolgte 1952 bei der Klöckner-Humboldt-Deutz AG als Konstrukteur für Dieselmotoren und Dieselkraftanlagen. Im Jahr 1955 wurde er Projektleiter und Gruppenleiter für Schiffsdiesel bei der Maschinenbau Kiel AG. 1958 wechselte er zum Verein Deutscher Ingenieure (VDI) als Geschäftsführer für allgemeine Angelegenheiten. 1961 wechselte er hausintern und wurde Geschäftsführer der VDI-Hauptgruppe Technikgeschichte. Im Jahr 1966 wurde Mauel mit der Arbeit Die Rivalität zwischen Heißluftmaschine und Verbrennungsmotor als Kleingewerbemaschinen zwischen 1860 und 1890. Der Sieg des Verbrennungsmotors und seine Gründe zum Doktoringenieur promoviert. 1973 wurde er Bereichsleiter der Mitglieder- und Regionalangelegenheiten des VDI und leitete zusätzlich die VDI-Ingenieurhilfe. Nach der Deutschen Wiedervereinigung zählte die Neugründung des VDI in den neuen Bundesländern zu seinen Aufgaben.
Von 1967 bis 1998 war Kurt Mauel, der sich 1971 an der Technische Universität (TU) Berlin habilitiert hatte, auch in der Lehre tätig. Er lehrte an der Fachhochschule Düsseldorf, der TU Berlin, der Staatlichen Hochschule für Bildende Künste und der Hochschule der Bundeswehr München. Von 1973 bis 1994 war er Mitglied der wissenschaftlichen Leitung der Zeitschrift Technikgeschichte. Bei der Vergabe des Rudolf-Kellermann-Preises wirkte er ab 1967 mit und saß ab 1992 dem Vergabeausschuss vor.
Kurt Mauel war bereits vor seinem beruflichen Einstieg beim VDI mit der Mitgliedsnummer 511004 Mitglied des Vereins. Daneben gehörte er der Deutschen Gesellschaft für die Geschichte der Medizin, Naturwissenschaft und Technik (DGGMNT), wo er auch im Vorstand vertreten war. Von 1960 bis 1968 war er Geschäftsführer der Georg-Agricola-Gesellschaft, danach Mitglied von deren wissenschaftlichem Beirat. Weitere Mitgliedschaften waren unter anderem die in der Deutschen Gesellschaft für Schiffahrts- und Marinegeschichte, der Görres-Gesellschaft und der Deutschen Gesellschaft für Photographie.
Kurt Mauel war seit Mitte der 1950er-Jahre mit Hildegard geborene Hachenberg verheiratet. Das Ehepaar hatte zwei Söhne und eine Tochter. Wilhelm von Waldeyer-Hartz war ein Urgroßvater von Kurt Mauel, Otto Tilmann sein Großvater. Er starb kurz vor Vollendung seines 80. Lebensjahres.

## Auszeichnungen
- 1976: Ernennung zum außerplanmäßigen Professor der TU Berlin
- 1984: Bundesverdienstkreuz am Bande
- 1995: Ehrenmedaille des VDI

## Schriften (Auswahl)
- Schmiede, gestern, heute, morgen – 1866–1966. Schöneweiss & Co., Hagen 1966 (Grafik und Illustrationen von Freya Brand).
- Die Rivalität zwischen Heißluftmaschine und Verbrennungsmotor als Kleingewerbemaschinen zwischen 1860 und 1890. Der Sieg des Verbrennungsmotors und seine Gründe. VDI-Verlag, Düsseldorf 1967.
- Heissluft, Gas, Benzin, Diesel (= Deutsches Museum von Meisterwerken der Naturwissenschaft und Technik [Hrsg.]: Kraftmaschinen. Band 2). Deutsches Museum, München 1989.